# 童翊
童翊（?—?），字汉文，琅邪郡姑幕縣（今山東省安丘市南）人，东汉名士。
父亲童仲玉，年谷不熟的荒年，把倾家赈恤众人，九族和乡里的人靠他存活的以百数。童仲玉早卒。童翊之兄童恢，童翊名气比童恢大，宰府先征辟童翊。但童翊假装哑巴而不愿当官，等到童恢被任用后，他才接受孝廉，担任须昌县长。他推行教化有突出政绩，官吏百姓在他活着的时候为他立碑。听说被举荐，他护送兄长灵柩弃官归乡。后再举秀才，不肯去。在家中去世。

## 延伸阅读
[在维基数据编辑]
 《後漢書/卷76》，出自范晔《後漢書》